# Creed Taylor
Creed Taylor (13. května 1929 Bedford, Virginie, USA – 23. srpna 2022) byl americký hudební producent.
Na střední škole hrál na trubku. V roce 1951 získal bakalářský titul na Duke University. Následně začal pracovat jako producent pro vydavatelství Bethlehem Records a produkoval například nahrávky Charlese Minguse, Herbieho Manna či Carmen McRae. V roce 1956 začal pracovat pro ABC-Paramount Records a o pár let později pak pro Verve Records, kde produkoval například Lalo Schifrina, Wese Montgomeryho a Billa Evanse. V roce 1967 založil vydavatelství CTI Records. Produkoval několik alb, která získala cenu Grammy.